# Отец Славчо
Свещеноиконом Славчо Сидеров Иванов е български православен свещеник, предстоятел на храм „Свети Николай“ във Велико Търново.
Негово вискоблагоговейнство Свещеноиконом Отец Славчо е роден на 10 февруари 1963 г. в град Полски Тръмбеш, великотърновско. Първоначално се изучава в тръмбешкото СОУ „Цанко Церковски“, а след това ПГСАГ „Ангел Попов“. Започва да служи в „Свети Николай“ още по време на следването си в 1994 г., след което завършва факултета по богословие във Великотърновския университет. В същото време Отец Славчо спасява от разрухата 180-годишното неделно училище към храма. Той полага основния камък за строежа на църквата „Света Петка“ в квартал „Картала“ през 2008 г.
По инициатива на Отец Славчо за сградата на „Свети Николай“, която е паметник на културата през 2019 г., е започната кампания за събиране на 3,6 млн. лева за нейното укрепване.
Отец Славчо Сидеров е съставител и автор на богослужебни книги. За активната си обществена дейност през 2002 е удостоен с наградата „Велико Търново“.
Изданието на книгата „Чинът на умиване на нозете на Велики четвъртък: литургични и пастирски аспекти“ е за присъждане на научната степен „доктор“, защитена на 12 март 2018 г.

## Издания
- Иванов, Славчо Сидеров. Чинът на умиване на нозете на Велики четвъртък: литургични и пастирски аспекти.   Велико Търново, Абагар, 2021. ISBN 978-619-168-276-8.